# Баббіла
Баббіла (араб. ببيلا) — місто в центрі Сирії, у провінції Дамаск, розташоване біля південних передмість Дамаска, на захід від табору палестинських біженців Ярмук. Відповідно до даних Сирійського центрального бюро статистики, за переписом 2004 р., населення міста становило 50 880 осіб.